# God’s Own Medicine
God’s Own Medicine — дебютный студийный альбом английской рок-группы The Mission, изданный в ноябре 1986 лейблом звукозаписи Mercury Records.

## Об альбоме
God’s Own Medicine был записан в Ridge Farm Studio и Utopia Studios. В качестве продюсеров God’s Own Medicine выступили Тим Палмер и музыканты группы The Mission.
Дебютный альбом коллектива достиг 14-го места в национальном хит-параде Великобритании.

## Список композиций

### Издание 1986
1. «Wasteland» — 5:42
2. «Bridges Burning» — 4:08
3. «Garden of Delight (Hereafter)» — 3:42
4. «Stay with Me» — 4:37
5. «Blood Brother» — 5:16
6. «Let Sleeping Dogs Die» — 5:53
7. «Sacrilege» — 4:45
8. «Dance on Glass» — 5:10
9. «And the Dance Goes On» — 4:10
10. «Severina» — 4:15
11. «Love Me to Death» — 4:38
12. «Island in a Stream» — 5:25

### Переиздание 2007
1. «Wasteland» — 5:42
2. «Bridges Burning» — 4:08
3. «Garden of Delight (Hereafter)» — 3:42
4. «Stay with Me» — 4:37
5. «Blood Brother» — 5:16
6. «Let Sleeping Dogs Die» — 5:53
7. «Sacrilege» — 4:45
8. «Dance on Glass» — 5:10
9. «And the Dance Goes On» — 4:10
10. «Severina» — 4:15
11. «Love Me to Death (Guitar Instrumental Intro)» — 1:25»
12. «Love Me to Death» — 4:38
13. «Island in a Stream» — 5:25

Дополнительные композиции
1. «Wishing Well» (кавер-версия композиции группы Free) - 2:48
2. «Wasteland (Anniversary Mix)» - 7:39
3. «Severina (Aqua-Marina Mix)» - 6:09